# 王剑坤
王剑坤（1963年5月3日—），中国天津市人，围棋职业七段棋手。他1982年定为四段，1986年7月升为七段。他曾获得1985年全国围棋个人赛男子组第5名，1989年吕沟乌金杯全国青年围棋选拔赛冠军，进入1993年第6届中国围棋名人战循环圈。他代表中信大三元队参加1999年首届围甲联赛。
他后来曾任中信围棋队、中信围棋少年队总教练，并在无锡、福州等地从事围棋教学工作。他担任2019年博思软件杯中国围棋新秀争霸赛裁判长。

## 升段记录
四段：1982年3月。
五段：1982年12月。
六段：1984年7月。
七段：1986年7月